# Seine (banda)
Seine es el nombre de la banda de Rock'n'Roll madrileña formada a finales de 2003 por Ignacio Ruiz, Ezequiel Rubio, Daniel González, Andrés de la Calle y Olmo Marcos.

## Historia
Fichados rápidamente por el sello Wild Thing Records publican en febrero de 2005 su primer sencillo Give me a Break/Liverpool Sailor Song. La canción es escogida por una empresa de telefonía móvil como sintonía para uno de sus anuncios en el verano de 2005 además de participar en los Conciertos de Radio 3 con solo 5 conciertos a sus espaldas.
Su rápido ascenso, y tras fugearse por algunas de las salas más importantes del panorama independiente español, les permite hacerse un hueco en el mundo musical nacional e internacional a través de redes como "Myspace" y "Fotolog". En septiembre de ese mismo año lanzan su segundo single Out of Work que sirve como adelanto a su primer larga duración The voice of the Youth que se publica a finales de noviembre. Entre el 2005 y el 2006 el grupo participa en varios festivales (Contempopránea, Lemonpop, Pura vida....) dentro de la gira de presentación de su primer disco que les lleva a tocar por casi toda la geografía española así como por varias ciudades europeas, destacando su participación en el Reeperbahn festival en Hamburgo.
A finales de 2006 Seine se desvinculan de Wild Thing Records y pasan a formar parte de Subterfuge Records, sello con el que publican en marzo de 2007 su segundo disco, Lovers never lose.
A finales de ese año, y tras realizar su segunda gira por España, el grupo decide separarse y emprender nuevos caminos en solitario. Ezequiel, Olmo, Dani y Andrés deciden formar "Soviets" en abril de 2008, grupo con el que realizan varios conciertos por Madrid. Por su parte, Nacho inicia una nueva aventura en solitario "Nine Stories", banda con la que realiza varios conciertos por la capital acompañado de algunos músicos madrileños. En 2010 vio la luz su primer álbum "Nine Stories".

## Miembros
- Ignacio Ruiz - voz y guitarra
- Ezequiel Rubio - voz y guitarra
- Daniel González - teclados
- Andrés de la Calle - batería
- Olmo Marcos - [bajo eléctrico|bajo]]
- Fernando G. Naharro - [bajo eléctrico |bajo]]

## Discografía
- Álbumes
- The voice of the youth (Wild Thing 2005)
- Lovers never lose (Subterfuge 2007)
- Singles
- Give me a break/Liverpool sailor song E.P (Wild Thing 2005)
- Out of work E.P (Wild Thing 2005)
- Le Quotidien E.P. (Subterfuge 2007)

## Influencias
Entre sus influencias se pueden citar grupos como The Beatles, David Bowie, The Rolling Stones, The Velvet Underground, Blondie, T.Rex, The Beach Boys, Blur, Suede, The Smiths, Mansun, The Cure, The Decemberists, New Order, Stone Roses, Neil Young, Oasis, The Coral, The Jam, The Sex Pistols, The Kinks, The Strokes, The Clash, Madness, Simon & Garfunkel, Leonard Cohen, Django Reinhardt, etc.